# Нафтохімічний комплекс
Нафтохімічний комплекс (рос. нефтехимический комплекс; англ. petrochemical complex; нім. petrolchemischer Komplex m) — група підприємств з виробництва органічних та неорганічних продуктів на основі нафтових фракцій, природного газу і газів нафтопереробки.

## Склад
Нафтохімічний комплекс включає: пункти прийому нафти, сировинні резервуарні парки, насосні і змішувальні станції, реаґентне господарство, технологічні устаткування, парки проміжних продуктів, технологічні трубопроводи, товарні парки, очисні споруди, служби водо- і електропостачання.

## Основні види продукції
Основні види товарної продукції нафтохімічного комплексу: етилен, аміак, пропілен, бензол, дихлоретан, етилбензол, толуол, стирол, бутилени, вінілхлорид, бутадієн, ксилоли, етиленгліколь, ізопропіловий та етиловий спирти.

## Методи переробки
Основні методи переробки сировини і напівпродуктів: піроліз, алкілування, окиснення, полімеризація, оксосинтез.
Шляхом термічного розкладання (піролізом) вуглеводневої сировини отримують водень, метан, етилен, пропілен та інші олефіни, а також ароматичні сполуки, переважно похідні бензолу. Шляхом алкілування (введенням алкільних груп у молекулу вуглеводнів за присутності каталізатору) отримують етилбензол, кумол (ізопропилбензол). Окисненням отримують фенол, ацетон із кумолу обробленням киснем повітря при підвищеній температурі і тиску в лужному середовищі. Шляхом полімеризації — поліетилен, поліпропілен і полістирол на основі етилену, пропілену і стиролу відповідно; оксосинтезом — кисеньвмісні сполуки — спирти С7–С9, бутилові спирти, альдегіди, пропіонові кислоти та інші продукти.
Нові напрямки промислового оксосинтезу — гідрокарбоксилювання олефінів (взаємодія з оксидом вуглецю і водою) з отриманням кислот, а також гідрокарбалкоксилювання олефінів (взаємодія олефінів з оксидом вуглецю і спиртами) з отриманням ефірів та інших продуктів.
На отримання нафтохімічних продуктів витрачається 4—8 % нафтової сировини, у перспективі споживання нафтопродуктів, природного і нафтового газів для нафтохімії сягне 12—15 %. Сучасний Н.к. базується на великих устаткованнях піролізу потужністю 350—600 тис. т етилену на рік.
Роль нафти і природного газу як вхідної сировини для хімічної промисловості є унікальною. У наш час[коли?] більше третини загального обсягу продукції світової хімічної промисловості виробляється із нафтогазової сировини. На основі нафтових вуглеводнів виникло виробництво етилового спирту, пластмас, синтетичного каучуку, синтетичних волокон і матеріалів, мийних засобів та ряду інших продуктів.
Всі похідні із сирої нафти нафтопродукти розділяються на дві групи:
- скеровані на безпосереднє споживання (бензин, гас, дизельне пальне, масла, котельно-пічне паливо, кокс та ін.);
- ті, котрі використовуються як сировина для нафтохімії (скеровуються на подальшу переробку).

На нафтохімічних комплексах із нафти отримують не тільки пальне, але і виробляють пластмаси, добрива, сірчану кислоту, сірку, парафіни, спирти, штучний каучук, мийні засоби, скраплені гази і багато інших продуктів. Технологію перероблення сірчистих нафт вдалось настільки удосконалити, що попередня «викидна», непридатна сировина стає найціннішою. Сірка, яка вилучається із нафти в ході її переробляння, виявилась найдешевшою. На нафтохімічних заводах налагоджено також переробляння парафіну і церезину. Гази, отримані при цьому у великій кількості, слугують сировиною для виробництва спирту, штучного каучуку, пластмас. Отриманий твердий залишок — нафтовий кокс — є не тільки першокласним паливом, але також і важливим елементом, який використовується в алюмінієвому виробництві: із нафтового коксу виготовляються електроди.